# Franskt kärleksgräs
Franskt kärleksgräs (Eragrostis barrelieri) är en gräsart som beskrevs av Jules Alexandre Daveau. Enligt Catalogue of Life ingår Franskt kärleksgräs i släktet kärleksgrässläktet och familjen gräs, men enligt Dyntaxa är tillhörigheten istället släktet kärleksgrässläktet och familjen gräs. Arten har ej påträffats i Sverige. Inga underarter finns listade i Catalogue of Life.